# Erast Garin
Erast Pawłowicz Garin (ros. Эраст Павлович Гарин; ur. 28 października?/10 listopada 1902 w Riazaniu, zm. 4 września 1980 w Moskwie) – radziecki aktor filmowy, teatralny i głosowy, a także reżyser i scenarzysta. Był wraz z Igorem Iljinskim i Siergiejem Martinsonem, jednym z czołowych aktorów komediowych teatru Wsiewołoda Meyerholda oraz kina radzieckiego.
Pochowany na Cmentarzu Wagańkowskim w Moskwie.

## Nagrody i odznaczenia
- 1939: Order „Znak Honoru”
- 1941: Nagroda Stalinowska za rolę Tarakanowa w filmie Muzyka i miłość
- 1950: Zasłużony Artysta RFSRR
- 1964: Ludowy Artysta RFSRR
- 1974: Order Czerwonego Sztandaru Pracy
- 1977: Ludowy Artysta ZSRR

## Wybrana Filmografia

### Role filmowe
- 1934: Car Szaleniec[2] (Поручик Киже)
- 1937: Piotr I jako Karol XII[3], król Szwecji
- 1940: Muzyka i miłość[4] (Музыкальная история)  jako Tarakanow
- 1944: Iwan Nikulin, rosyjski marynarz[5] (Иван Никулин – русский матрос)
- 1947: Kopciuszek (Золушка) jako król
- 1949: Spotkanie nad Łabą (Встреча на Эльбе) jako kapitan Tommy
- 1955: Fontanna[6] (Фонтан)
- 1958: Szukam mojej dziewczyny[7] (Девушка без адреса) jako dziadek Katii
- 1971: Hełm Aleksandra Macedońskiego (Джентльмены удачи) jako profesor-archeolog Nikołaj Malcew
- 1971: Dwanaście krzeseł (12 стульев)

### Role głosowe
- 1948: Niegrzeczny Fiedia jako nauczyciel
- 1950: Czarodziejski skarb
- 1953: Bracia Lu
- 1953: Koncert w lesie
- 1955: Cudowna podróż jako Marcin
- 1956: Dwanaście miesięcy jako profesor
- 1957: Kiedy spełniają się życzenia
- 1962: Dzikie łabędzie jako arcybiskup
- 1962: Kwitnący sad
- 1964: Calineczka jako Rak
- 1964: Jak żabka szukała taty
- 1964: Kot wędkarz jako Wilk
- 1971: Bez tego obejść się nie można
- 1972: Kubuś Puchatek i jego troski jako Kłapouchy

### Reżyseria
- 1936: Ożenek[8] (Женитьба)
- 1939: Doktor Kałużny[9] (Доктор Калюжный)
- 1955: Fontanna[6] (Фонтан)

### Scenariusz
- 1936: Ożenek[10] (Женитьба)